# 上海社会科学院
上海社会科学院是上海市的一家研究机构，总部位于上海市淮海中路。是中华人民共和国最早建立的社会科学院和现今中国最大的地方社会科学院，亦是国务院学位委员会批准的首批学位授予单位。成立于1958年，由中国科学院上海经济研究所和上海历史研究所、上海财经学院、华东政法学院、复旦大学法律系合并而成。1968年底，受文革冲击，上海社会科学院的建制被撤销。1978年，中共上海市委决定恢复上海社会科学院，并将上海社会科学院经济所国际经济组独立出来成立上海社会科学院世界经济研究所，由褚葆一、钦本立负责筹备工作。现设有17个研究所、12个管理部门、6个直属单位和十余个院直属研究中心；拥有在职工作人员约760人。

## 下属机构简介

### 经济研究所
经济研究所前身是中国科学院上海经济研究所，成立于1956年，简称经济所。1958年9月，经济所并入新组建的上海社会科学院，主要从事政治经济学、经济史、经济思想史等基础理论研究，首任所长为中国科学院首批学部委员沈志远教授。经济所先是受中国科学院上海分院和上海社会科学院双重领导，一直延续至1959年8月，完全从中国科学院划出，顾准等一批同志则划归在北京的中科院经济研究所。1959年初，中共上海市委决定，将上海社会科学院的定位由研究和教育机构改为科学研究机构，山东大学原教务长姚耐同志任所长。同年6月，先前已并入上海社会科学院所属的业余大学、财政信贷系、工业经济系、贸易经济系、会计系和统计系的原上海财经学院的教职员工，除了业余大学和部分教学人员回归上海财经学院以外，大部分进入了扩大的经济研究所。1966年6月，“文化大革命”开始，经济研究所停止正常学术研究工作，至1968年年底上海社科院建制被撤销。
1978年10月，市委宣布恢复上海社会科学院。复院后，上海社会科学院在经济学方面分设三个研究所：经济研究所、部门经济研究所、世界经济研究所。经济研究所主要研究领域明确为：政治经济学、经济史、经济思想史。所址迁至上海市淮海中路622弄7号。
经济所现设有政治经济学研究室、西方经济学研究室、人口、资源与环境经济学研究室、经济史与经济思想史研究室、国际贸易与投资研究室、统计学与数量经济研究室和《上海经济研究》编辑部，在宏观经济形势分析、区域经济发展、金融与资本市场、贸易中心和自贸区建设、能源交通和低碳经济、社会和人口、创新经济和创新产业等领域有大量研究成果积淀。
经济所拥有1个一级学科博士学位点和2个一级学科硕士学位点，分别为：理论经济学一级学科博士点、理论经济学一级学科硕士点、统计学一级学科硕士点。二级学科方向包括：政治经济学、经济思想史、经济史、西方经济学、人口资源与环境经济学、社会经济统计学等。经济研究所现有博士生导师14名、硕士生导师30名(含博导)，每年招收博士生、硕士生30余名。

### 应用经济研究所
应用经济研究所原名“部门经济研究所”，其前身是成立于1956年的中国科学院上海经济研究所部门经济组，1978年上海社科院复院后，在原经济研究所的基础上分设经济研究所、部门经济研究所和世界经济研究所，其中部门经济所主要从事工业经济、农业经济和贸易经济等研究，首任所长为蔡北华同志。经过徐之河、姚锡堂、厉璠、谢自奋等老一辈经济学家的发展，逐渐成为市场与商业经济管理、城市经济管理与改革方面的研究高低。后在著名经济学家厉无畏教授的带领下，不断突破，成为了华东地区商业研究的重镇，进入新世纪后逐渐发展为以决策咨询研究为主导，以应用经济学学科建设为支撑的智库型研究机构。2016年，在上海社会科学院入选首批国家高端智库试点单位的背景下，经上海市委批准，“部门经济研究所”正式更名为上海社会科学院应用经济研究所。
应用经济研究所现有应用经济学一级博士学位授权点，下设国民经济学、产业经济学、区域经济学、金融学、数量经济学五个二级学科博士点；应用经济学一级学科硕士点，下设应用经济学二级学科硕士点9个（包括国民经济学、产业经济学、区域经济学、数量经济学、金融学、国际贸易、财政学、劳动经济学、城市与房地产经济学）；管理学二级学科硕士点3个（包括企业管理、旅游经济管理、农业经济管理）。
应用经济研究所现设产业经济研究室、区域经济与城乡发展研究室、服务经济及旅游经济研究室、创新经济研究室、财政金融研究室、城市与房地产经济研究室、文化创意产业研究室以及《上海经济》编辑部。现有在职人员53人，其中研究员12人、副研究员24人。

### 世界经济研究所
世界经济研究所成立于1978年，是上海社会科学院复办后成立的首家下属院所。1979年底，世界经济研究所成立了地区经济研究室和专题研究室。地区经济中首先研究美国经济。世界经济研究所另外还建立了图书资料室和行政办公室。1980年3月，地区经济研究室和专题研究室改为北美经济研究室和国际金融研究室，另外增设一个综合经济研究室，内设苏联东欧经济研究小组、日本东南亚经济研究小组以及世界经济理论研究小组。
1982年3月，世界经济研究所成立了港澳经济研究室。 1983年1月，综合经济研究室中的日本经济研究组獨立成立了日本经济研究室。1986年6月，世界经济研究所组建了西欧经济研究室。此時世界经济研究所已有北美经济研究室、国际金融研究室、综合经济研究室、港澳经济研究室、日本经济研究室和西欧经济研究室。 1989年12月，增设国际关系研究室。1990年10月，撤销日本经济研究室和港澳经济研究室，将其建制划归上海社會科學院亚洲太平洋研究所。1991年增设世界经济理论研究室，並将西欧经济研究室改名为欧洲经济研究室，研究范围扩展至苏联和东欧地区。
1993年，将办公室、学术秘书室和资料室合并为一个大办公室；将原有的6个研究室合并为4个研究室，即世界经济理论、国际金融、国际关系、世界区域经济研究室。1995年，把世界经济理论研究室改为国际贸易研究室，把世界区域经济研究室改为区域一体化研究室，同时恢复北美经济研究室，增设跨国公司研究室。1999年，撤销了北美经济研究室。
2003年，上海社会科学院將世界经济研究所、亚洲太平洋研究所和东欧中西亚研究所合并為世界经济与政治研究院，原来各所的办公室、学秘室合并为一个大办公室；各所的资料室归并为一个大资料室。2006年8月，上海社会科学院恢復先前的研究所，世界经济与政治研究院不撤销，以一个协调机构运作，研究室仍回归各自原先的建制，大的办公室、学秘室、资料室不變。世经所保留了国际金融、国际贸易、国际投资、全球化经济、区域合作5个研究室，国际关系理论研究室被划归亚洲太平洋研究所，並且另外组建了一个国际政治理论研究室。

### 世界中国学研究所
世界中国学研究所（简称“中国学所”）依托国务院新闻办公室和上海市政府联合主办的世界中国学论坛而创建，2012年正式成立，首任所长为中共上海市委原副秘书长、著名经济学家王战教授，后由张维为教授担任常务所长，并于2020年成功入选首批上海市重点智库。中国学所把“推动海外中国学研究”“向世界展现真实、立体、全面的中国”作为首要任务，全力筹办国家级学术平台世界中国学论坛和青年汉学家研修计划上海班（文化和旅游部主办），向国际社会阐明中国道路、传播中华文明。同时坚持服务上海发展，基于所打造的中国学跨国学术网络（覆盖全球90多个国家和地区），不断深化国际交流合作，增强上海文化的国际影响力和辐射力，为上海建设国际文化大都市贡献力量。
学科发展上，以当代中国学为内核，兼采汉学研究及其他人文社科研究之长，形成多学科融汇、厚今薄古的特色。围绕“一带一路”、中美贸易谈判、中国经济发展、中国国家安全、国外意见领袖对华态度等议题，获得10余项各类国家社科基金项目、近10项“上海市哲学社会科学优秀成果”奖，出版著作近40部，发表核心期刊论文百余篇。智库建设上，大量研究直接服务国家和上海市党政部门决策，主持完成30余项中央有关部门交办的课题或任务，近20项上海市各类决策咨询课题，一系列成果得到上级部门的重视与采纳。撰写的内参专报中，40余份获省部级及以上领导批示，其中近20份为中共中央政治局常委或委员批示。连续3届获“上海市决策咨询研究成果一等奖”，2届获“上海市决策咨询研究成果二等奖”。
中国学所由经济学家沈桂龙教授担任所长，周武、吴雪明担任副所长，下设所办公室（含中国学论坛办公室）、中国学理论研究室（含《中国学季刊》编辑部）、美洲大洋洲中国学研究室、欧洲中国学研究室、亚洲非洲中国学研究室、海外中国学舆情研究室，以及中国学数据研究中心。中国学所拥有世界中国学方向博士点和世界中国学专业硕士点。现有科研人员20人、科辅2人及行政2人，其中研究员6人、副研究员2人，80%以上有海外留学或访问经历。

## 机构设置

### 下属研究所
- 经济研究所
- 应用经济研究所
- 世界经济研究所
- 国际问题研究所
- 法学研究所
- 政治与公共管理研究所
- 中国马克思主义研究所
- 社会学研究所
- 城市与人口发展研究所
- 生态与可持续发展研究所
- 宗教研究所
- 文学研究所
- 历史研究所
- 哲学研究所
- 信息研究所
- 新闻研究所
- 世界中国学研究所[7]

### 直属研究机构
- 上海流通经济研究所（2008年5月划出，改由上海市人民政府发展研究中心主管[8]）
- 人力资源研究中心
- 政府绩效评估研究中心
- 长三角与长江经济带研究中心
- 上海品牌发展研究中心
- 软实力研究中心
- 数量经济研究中心
- 生态经济与可持续发展研究中心
- 市值管理研究中心[7]

## 学术刊物与学科评估
《上海文化》、《国外社会科学前沿》、《政治与法律》、《当代青年研究》、《史林》、《世界经济研究》、《上海经济》、《上海经济研究》、《毛泽东邓小平理论研究》、《社会科学文摘》、《社会科学》、《国际关系研究》、《哲学分析》。
在2017年由教育部公布的全国第四轮学科评估结果中，上海社会科学院共有8个学科参加评估。结果分别如下：哲学C+，理论经济学B，应用经济学C+,法学C+，政治学C，社会学C+，马克思主义理论B-，中国史C。